# Uber (companie)

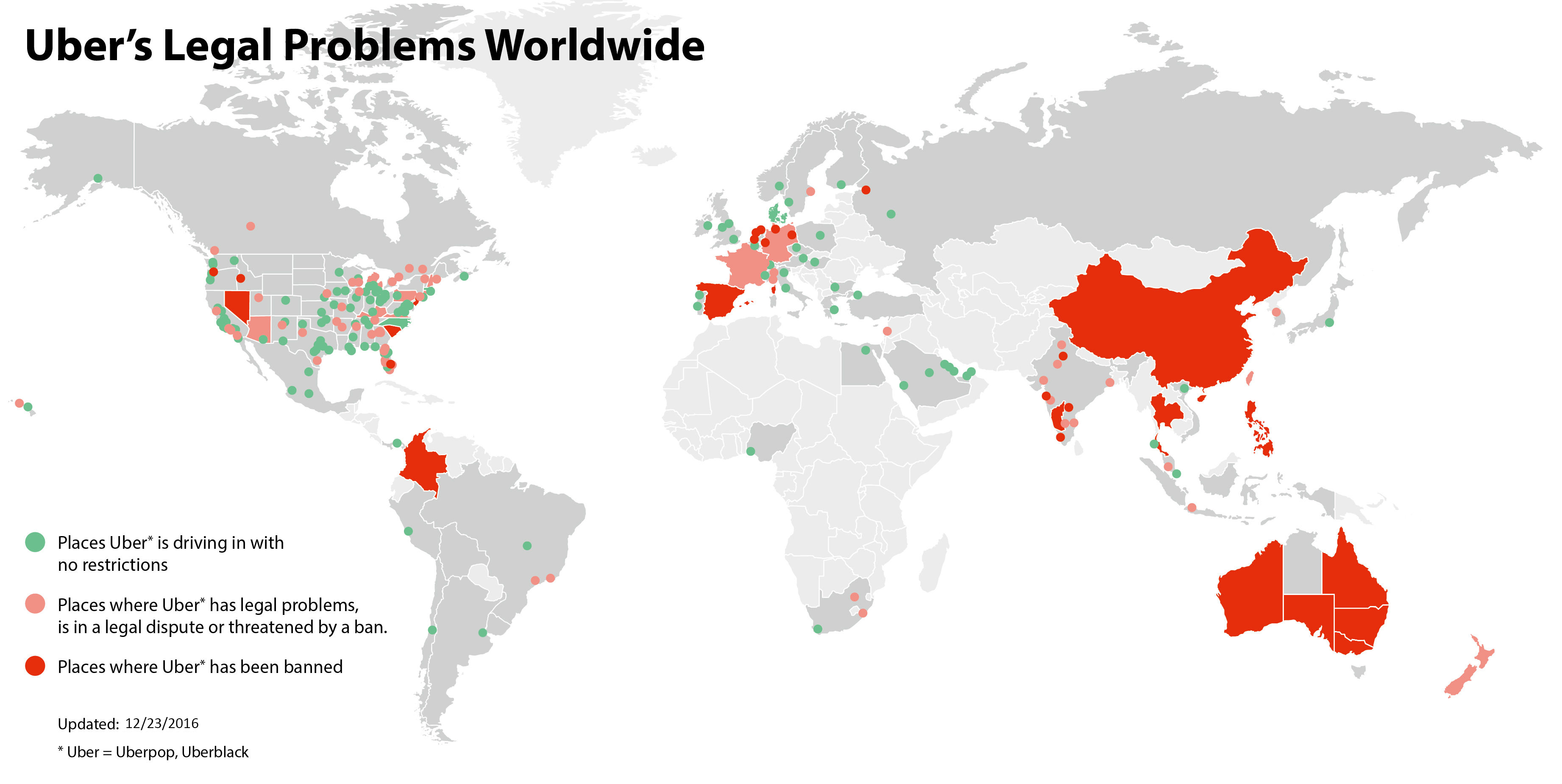

Uber este o companie americană care a dezvoltat o aplicație pentru tablete și smartphone-uri care le permite clienților să comande limuzine cu șofer sau taxiuri.
Uber a lansat aplicația pentru iPhone în anul 2010, oferindu-le clienților posibilitatea de a închiria rapid limuzine cu șofer.
Ulterior, pe fondul competiției cu jucători mai mici, compania le-a oferit clienților și posibilitatea de a comanda taxiuri sau mașini cu tarife mai mici decât limuzinele.
Aplicația permite pasagerilor să se conecteze direct prin GPS-ul telefonului mobil cu cea mai apropiată mașină cu șofer înregistrată în baza de date a Uber.
Contractarea serviciului și plata se desfășoară exclusiv prin intermediul Uber și nu personal cu șoferul.
La destinație, pasagerul nu achită fizic nimic.
Tariful este calculat de program în funcție de distanță, viteză și condițiile de trafic.
Serviciile nu se plătesc fizic, contravaloarea călătoriei este reținută în mod automat de pe cardul clientului prin intermediul contului de client.
Șoferii își primesc banii într-un depozit și au dreptul la o anumită cotă din nota de plată, restul rămânând companiei.
Compania nu lucrează cu companii de taxi obișnuite, ci cu companii de transport și cu șoferi individuali. 
Șoferii înscriși în aplicație pot munci când vor și cât vor.
În California, Uber este o utilitate publică și funcționează sub jurisdicția Comisiei pentru utilități publice din California. Comisia de utilități publice din California reglementează utilitățile publice din jurisdicția sa, inclusiv prin stabilirea tarifelor pentru serviciile de transport furnizate de „șoferii parteneri” ai Uber.
La fel ca în cazul altor companii din rețeaua de transport, Uber a fost criticat pentru tratamentul neloial al șoferilor, pentru perturbarea activității taxicab-urilor și pentru creșterea congestionării traficului. De asemenea, compania a fost criticată pentru strategia sa agresivă în relația cu autoritățile de reglementare și pentru mai multe practici ilegale și / sau discutabile.
După fiecare călătorie, șoferii trebuie să noteze pasagerii pe o scară de la 1 la 5 stele. Pasagerii nu sunt obligați să evalueze șoferul, deși sunt încurajați să facă acest lucru folosind aceeași scală de la 1 la 5. Călătorii și șoferii care au calificări reduse pot fi dezactivați. În mai 2019, Uber a început să interzică activ călăreților cu rating scăzut. Compania nu a definit în detaliu ceea ce va fi considerat o „evaluare sub medie”, dar actualizarea este destinată să înlăture utilizatorii care nu sunt capabili să-și îmbunătățească comportamentul. 
În decembrie 2024, compania era prezentă în peste 10.000 de orașe din 69 de țări.
În iunie 2014, compania era prezentă în aproape 140 de orașe din circa 40 de țări și avea milioane de clienți.
Tot în iunie 2014, compania avea 900 de angajați și percepea un comision intre 20% - 25% de la șoferi .
În iunie 2013, valoarea companiei era evaluată la 3,5 miliarde dolari,
iar în iunie 2014, valoarea era de 18 miliarde de dolari.
Începând cu 2019, se estimează că Uber va avea peste 110 milioane de utilizatori la nivel mondial. În Statele Unite, o cotă de piață de 67% pentru partajarea călătoriei la începutul anului 2019 și o cotă de piață de 24% pentru livrarea de alimente în 2018 Uber a fost atât de proeminent în economia de partajare, încât schimbările din industrii ca urmare a acesteia au fost denumite uberizare, și multe startup-uri și-au descris produsele drept „Uber pentru X”. Biroul Național de Cercetări Economice a estimat că, în 2015, Uber a reprezentat 6,8 miliarde de dolari în surplus de consum. 
Dara Khosrowshahi, unul dintre cei mai proeminenți și cunoscuți manageri din lumea tehnologiei și a afacerilor, este astăzi cunoscut ca directorul general al Uber, cea mai mare companie de servicii de transport online din lume.

## Critici
În Statele Unite ale Americii și în unele orașe europene taximetriștii au protestat, iar aplicația Uber a fost interzisă în locuri precum Vancouver, Paris, Sofia, Lisabona, Madrid, Barcelona, Amsterdam, Copenhaga și Berlin.
Uber a ajuns să ducă la proteste pe scară largă, la blocarea orașelor și la intervenția autorităților care s-au văzut nevoite să modifice legislația în domeniu. Protestele nu au făcut nimic altceva decât să crească și mai mult popularitatea aplicației.
Taximetriștii profesioniști și autoritățile susțin că aplicația generează concurență neloială, întrucât șoferii Uber nu sunt obligați să se conformeze legilor de profil, nu trebuie să plătească taxe specifice taximetriei și nici nu li se cere vreo licență.